# Łutowiec

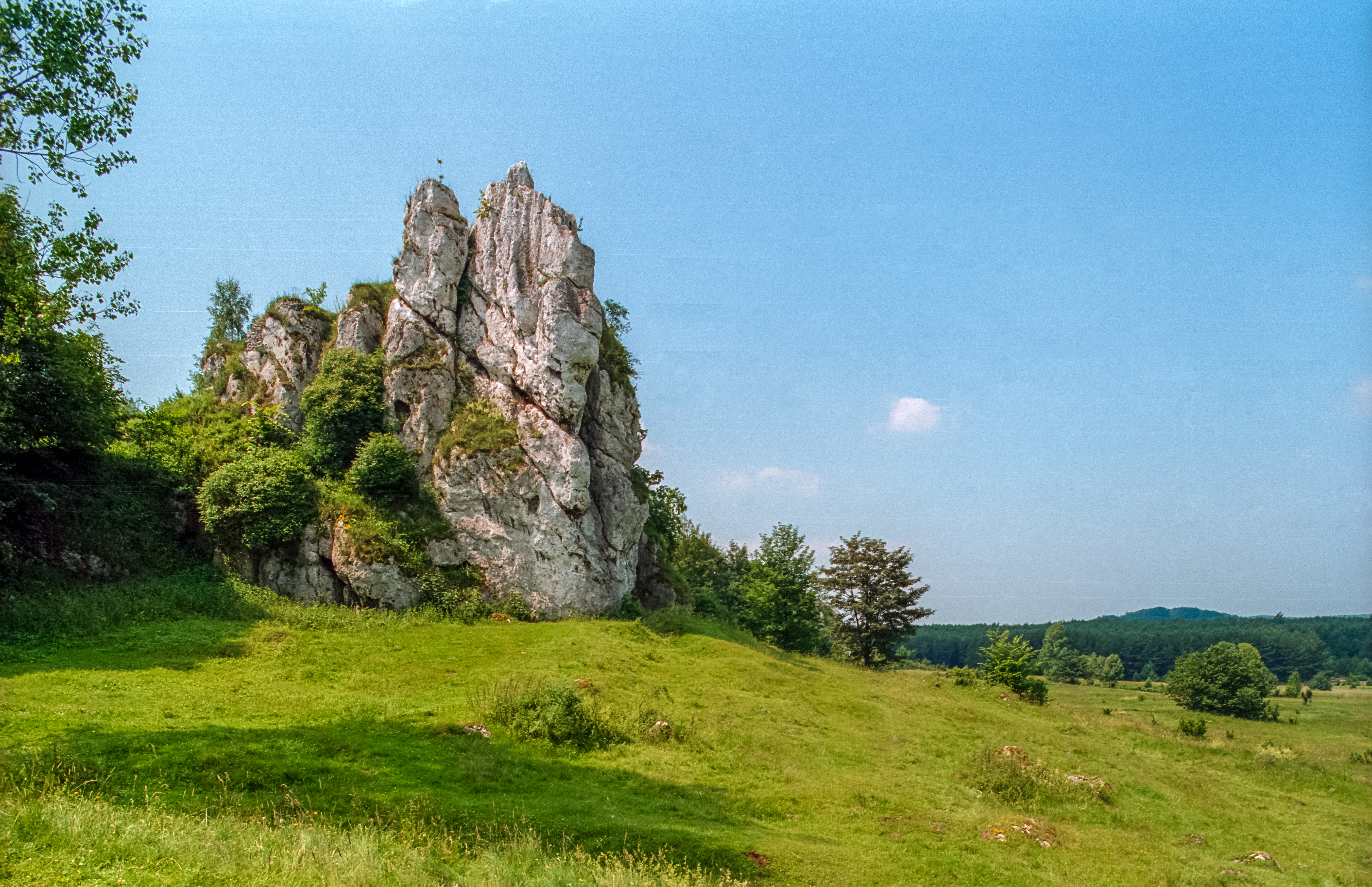
Łutowiec – skała z pozostałościami strażnicy (po lewej stronie)

Łutowiec – wieś w Polsce położona w województwie śląskim, w powiecie myszkowskim, w gminie Niegowa.
W 1595 roku wieś Ultowiec położona w powiecie lelowskim województwa krakowskiego była własnością Aleksandra Myszkowskiego. W latach 1975–1998 miejscowość administracyjnie należała do województwa częstochowskiego. W Łutowcu działa największa w okolicy kopalnia piasku.

## Teren
Łutowiec leży na piaskowo-wapiennym podłożu. Wokoło dominują wapienne skałki, lasy i pola. Na terenie Łutowca znajduje się także mała jaskinia. Prowadzone w niej prace speleologiczne wykazały, że może być to jaskinia podobna do leżącej niedaleko „Piętrowej Szczeliny”. Znaleziono tam także kości wielu zwierząt mogących pochodzić sprzed kilku tysięcy lat.

## Zabytki
Na wapiennej skale wznoszącej się na północ od wsi znajdują się nikłe resztki strażnicy, znanej jako Strażnica Łutowiec. Pozostał tylko fragment kamiennego muru. Strażnica prawdopodobnie należała do Szlaku Orlich Gniazd. Według jednej z hipotez mogła służyć jako więzienie. Została zniszczona na skutek pożaru, którego okoliczności i data nie są znane.

## Rekreacja
W okolicy Łutowca znajduje się kilka grup ostańców wapiennych, atrakcyjnych dla wspinaczy. Do najciekawszych skał należą Zamkowa, na której znajduje się ww. zabytek, inaczej „Strażnica”). Obok niej są skały Knur, Locha i Warchlak, tworzące tzw. Grupę Knura. Ponadto są skały Grupa Łysej, Ule, Słoń i Różowa Ścianka i Czarny Kamień. Drogi wspinaczkowe mają urozmaicony charakter – od rajbunów, poprzez bogato uklamione przewieszenia, aż do kominów i rys.  
Co roku w Łutowcu odbywają się obozy o tematyce fantasy organizowane przez Fundację Ekologiczną Wychowanie i Sztuka „Elementarz” z Katowic. Działa tutaj także pierwsza wiejska szkoła przejęta przez tę fundację. W latach 2007–2009 oraz od roku 2013 w Łutowcu odbywają się edycje największego w Polsce konwentu gier terenowych i fantastyki „Orkon”.